# Przysucha (gromada 1954–1957)
Przysucha – dawna gromada, czyli najmniejsza jednostka podziału terytorialnego Polskiej Rzeczypospolitej Ludowej w latach 1954–1972.
Gromady, z gromadzkimi radami narodowymi (GRN) jako organami władzy najniższego stopnia na wsi, funkcjonowały od reformy reorganizującej administrację wiejską przeprowadzonej jesienią 1954 do momentu ich zniesienia z dniem 1 stycznia 1973, tym samym wypierając organizację gminną w latach 1954–1972.
Gromadę Przysucha z siedzibą GRN w Przysusze (wówczas wsi) utworzono – jako jedną z 8759 gromad na obszarze Polski – w powiecie opoczyńskim w woj. kieleckim, na mocy uchwały nr 13g/54 WRN w Kielcach z dnia 29 września 1954. W skład jednostki weszły obszary dotychczasowych gromad Przysucha osada, Przysucha wieś, Młyny i Gwarek oraz tereny wysiedlonych gromad Gródek i Zapniów ze zniesionej gminy Przysucha w tymże powiecie. Dla gromady ustalono 23 członków gromadzkiej rady narodowej.
1 stycznia 1956 gromada weszła w skład nowo utworzonego powiatu przysuskiego w tymże województwie.
Gromadę zniesiono 1 stycznia 1958 w związku z przekształceniem jej obszaru w miasto Przysucha.
Uwaga: Gromada Przysucha (o innym składzie) istniała również w latach 1969–72 w powiecie przysuskim.